# Stawki (Krzywiec)
Stawki – część wsi Krzywiec w Polsce, w województwie łódzkim, w powiecie zgierskim, w gminie Aleksandrów Łódzki. Dawniej samodzielna miejscowość.
W latach 1975–1998 miejscowość administracyjnie należała do ówczesnego województwa łódzkiego.